# Ania Marson
Pour les articles homonymes, voir Marson (homonymie).
Ania Marson, née le 22 mai 1949 à Gdynia, est une actrice britannique d’origine polonaise.

## Biographie
Après sa naissance, elle quitte la Pologne pour l'Angleterre avec ses parents. Ania Marson fait ses études à la Corona Stage Academy à Londres et elle commence sa carrière en 1962, avec la série télévisée The Sword in the Web et a joué dans des films comme Puppet on a Chain (1971), Nicolas et Alexandra (1971), The Abdication (1974), Enquête sur une passion (1980) ou encore pour la télévision dans Emma (1972). Aujourd'hui elle joue régulièrement dans les théâtres londoniens.

## Vie privée
Elle est mariée au réalisateur Derek Lister depuis le 3 septembre 1977[réf. nécessaire] et ils ont eux deux filles.

## Filmographie

### Cinéma
- 1971 : Narcotic Bureau (Puppet on a Chain) : Astrid Lemay
- 1971 : Nicolas et Alexandra (Nicholas and Alexandra) : Olga Nikolaïevna de Russie
- 1974 : The Abdication : Ebba Sparre
- 1980 : Enquête sur une passion (Bad Timing) : Dr Schneider
- 1990 : Luba : Luba (voix)
- 2012 : The Parachute Ball (court-métrage) : Lilly'
- 2015 : Amityville Playhouse : Celia Nightingale
- 2015 : Howl : Jenny
- 2016 : Baba Yaga (Don't Knock Twice) de Caradog W. James : Mary Aminov
- 2017 : 2036: Nexus Dawn (court-métrage) de Luke Scott : La Magistrate
- 2017 : If You Can Dream It (court-métrage) de Shireen Ayache : Marcia
- 2018 : Mary (Don't Knock Twice) de Lee Cooper : Mary
- 2018 : Heretiks : Sœur Elizabeth
- 2018 : Sunburn de Anthony Alleyne : Matron
- 2019 : Mrs Lowry & Son de Adrian Noble : Bearded Woman
- 2021 : Noël avec le père de Mick Davis et Philippe Martinez : Jean
- 2021 : Ruth de Arturo M. Antolín et Paul Romero Mendez : Ruth
- 2022 : Coup de théâtre de Tom George : la mère
- 2022 : Unwelcome de Jon Wright : Mother Redcap

### Télévision

#### Téléfilms
- 1975 : Moll Flanders : Phillipa

#### Séries télévisées
- 1962 : The Sword in the Web (1 épisode)
- 1963 : Tales of Mystery : Monica (1 épisode)
- 1963-1968 : Dixon of Dock Green : Tessa Baker Ellis / Ania Green / Nora King (3 épisodes)
- 1968 : The Troubleshooters : Angelica (1 épisode)
- 1968 : Armchair Theatre : Jenny Brophy (1 épisode)
- 1969 : Z-Cars : Infirmière (1 épisode)
- 1969 : Détective : Pamela Bryce (1 épisode)
- 1970 : Special Branch : Karin (1 épisode)
- 1971 : Casanova : Anne Roman-Coupier (4 épisodes)
- 1972 : BBC Play of the Month : Jessica (1 épisode)
- 1972 : Emma : Jane Fairfax (4 épisodes)
- 1972 : La Légende des Strauss (The Strauss Family) : Olga Smithitska (1 épisode)
- 1976 : Victorian Scandals : Katie Cook (1 épisode)
- 1976 : Within These Walls : Sarah (1 épisode)
- 1977 : Leap in the Dark : Ilse Lindgren (1 épisode)
- 1977 : Supernatural : Dorabella (1 épisode)
- 1977 : Marie Curie : Mme Kavalska (1 épisode)
- 1977 : Target : Ross (5 épisodes)
- 1978 : Blake's 7 : Geela (1 épisode)
- 1988 : 24 Heures pour survivre : Dr Wilson (1 épisode)
- 1988-1989 : The Bill : Interprète / Interprète polonaise (2 épisodes)
- 1990 : Screen Two : Lazareva (1 épisode)
- 2014 : Foyle's War : Olga Kowalski (1 épisode)
- 2015 : Midwinter of the Spirit : Mme Joy (3 épisodes)
- 2015 : Home Fires : Mme Esposito (1 épisode)
- 2017 : Affaires non classées : Grace Hockney (1 épisode)
- 2017 : Doctors : Mme Sue Dryden (1 épisode)
- 2018 : Hard Sun : Miriam Blackwood (1 épisode)
- 2018 : L'Aliéniste : Miss Effie (1 épisode)
- 2018 : Killing Eve : Ethel Rubynovitch (1 épisode)
- 2018-2023 : Casualty : Beryl Withney / Viv Collins (2 épisodes)
- 2019-2021 : Ghosts : Heather Button (2 épisodes)
- 2019 : Britannia : Elder 1 (1 épisode)
- 2020 : Holby City : Cathy Thompson (1 épisode)
- 2021 : Manhunt : Janet Linton (1 épisode)
- 2021 : The Witcher : Voleth Meir (5 épisodes)
- 2022 : Pennyworth : Lady Catherine (1 épisode)